# Hiéroglyphe égyptien O7
Le pain dans château, en hiéroglyphes égyptiens, est classifié dans la section O « Bâtiments, parties de bâtiments etc. » de la liste de Gardiner ; il y est noté O7.

## Représentation
Il représente le plan d'un château ou d'un bâtiment important (hiéroglyphe O6) encadrant un morceau de pain (hiéroglyphe X1). Il est translittéré ḥwt.

## Utilisation
| O6 |

| O6 |

t (du terme ḥwt). Il a donc la même utilisation.
| O6 | t · pr | / | O7 |

| O6 | t · pr | / | O7 |

Il ne doit pas être confondu avec les hiéroglyphes :
| O6 |

| O6 |

| O8 |

| O8 |

| O9 |

| O9 |

| O10 |

| O10 |